# Zwrot przestrzenny

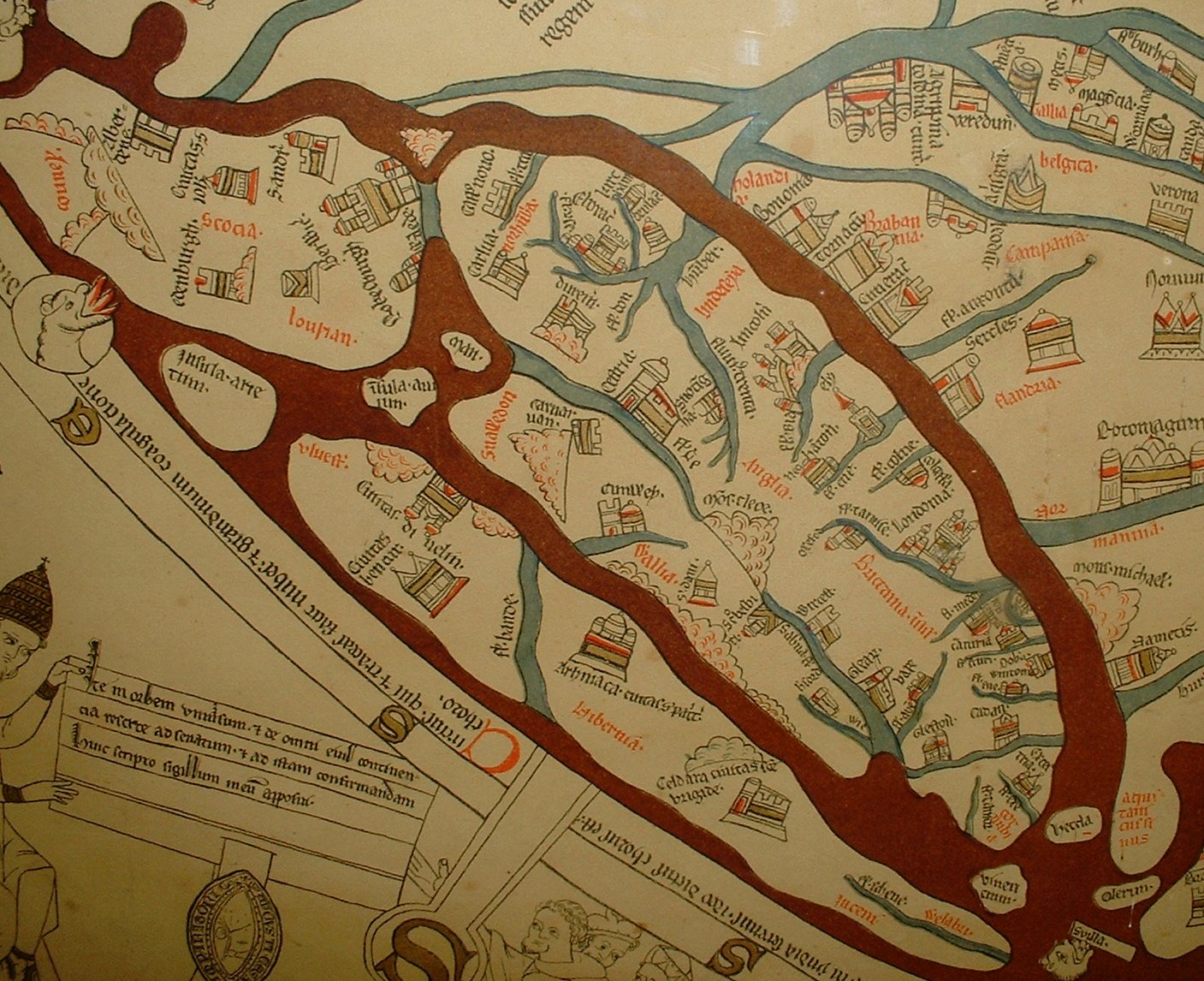
Badania na Mapą z Hereford uważane są za przykłady kompleksowej analizy wybranego zabytku w ramach zwrotu przestrzennego – Mapping Time and Space Evelyn Edson z 1997 roku oraz Maps of Medieval Thought: The Hereford Paradigm Naomi Reed Kline z 2001 roku.

Zwrot przestrzenny (ang. spatial turn) – nurt badawczy w naukach humanistycznych, który zakłada, że przestrzeń, w której żyje i działa człowiek, nie jest faktem obiektywnym, lecz społecznym. Jego przedstawiciele twierdzą, że terminy przestrzenne są z jednej strony formowane przez aktywność człowieka, a z drugiej same na niego oddziaływają – dlatego pojęcia geograficzne (takie jak np. kontynenty czy miasta) są tylko kulturowo uwarunkowanym konstruktem myślowym. 
Zwrot przestrzenny występuje w geografii, historiografii, literaturoznawstwie, socjologii, czy politologii. Część jego przedstawicieli postuluje utworzenie nowej dyscypliny naukowej, nazywanej najczęściej humanistyką przestrzenną (ang. spatial humanities).

## Historia
Pierwsze prace zaliczane do tego nurtu powstały w ramach geografii społecznej w latach 70. XX wieku. Wywołały one ożywione debaty na kilku konferencjach naukowych, w czasie których dyskutowano nad związkiem między przestrzenią działania człowieka a jego aktywnością. Odwoływano się w nich często do badań Michela Foucaulta, który już w 1967 roku twierdził, że analiza przestrzeni społecznych zastąpi w przyszłości tradycyjne analizy historyczne.
Dyskusje te podsumował i pierwszy użył terminu spatial turn amerykański geograf Edward Soja w pracy Postmodern Geographies:The Reassertion of Space in Critical Social Theory z 1989 roku. Soja skrytykował wywodzącą się z marksizmu tendencję do prowadzania badań nad historycznym i społecznym rozwojem ludzkości w ten sposób, że czynnik geograficzny był traktowany jako wartość stała. Jego zdaniem w badaniach tego typu należy uwzględnić jako zmienną, obok czynników historycznego i społecznego, także czynnik geograficzny. W wydanej w 1996 roku pracy Thirdspace: Journeys to Los Angeles and Other Real-and-Imagined Places Soja w praktyce zastosował własne postulaty analizując konceptualizację przestrzeni społecznej w dziejach między innymi Los Angeles, kalifornijskiego hrabstwa Orange oraz Amsterdamu. 
Na przełomie XX i XXI wieku zwrot przestrzenny zadeklarowali przedstawiciele innych niż geografia dyscyplin naukowych, przede wszystkim historiografii, politologii i socjologii. Propagatorem tego pojęcia był niemiecki uczony Karl Schlögel, głównie za sprawą zbioru studiów, wydanego w Polsce w 2009 roku jako W przestrzeni czas czytamy. O historii cywilizacji i geopolityce. W swoich badaniach, opublikowanych w wielu pracach wydanych na przełomie XX i XXI wieku, Schlögel doszedł między innymi do wniosku, że w życiu społecznym Europy Środkowej, obok czynnika historycznego, dużą rolę odgrywa język i pojęcia używane do opisywania przestrzeni geograficznej.

## Badania
Badacze reprezentujący nurt zwrotu przestrzennego podejmowali badania nad różnorodnymi problemami koncentrującymi się wokół zagadnienia przestrzeni. Należą do nich między innymi ogólny rozwój form percepcji przestrzeni, konstruowanie obrazu przestrzeni geograficznej w poszczególnych tekstach i różnych rejonach ekumeny, kulturowe uwarunkowania pojęć geograficznych, związek między obserwacją naoczną a wiedzą paradygmatyczną, sposoby definiowania i opisywania przestrzeni nieznanych z autopsji, włączenie sacrum w przestrzeń fizyczną, fabularyzacja przestrzeni (czyli jej porządkowanie przez przypisywanie określonych narracji poszczególnym obiektom), ewolucja form konceptualizacji przestrzeni geograficznej, sposoby definiowania granic, czy wpływ przestrzeni wyobrażonej na opis krajobrazu. Szczególną uwagą politologów cieszą się badania nad związkiem pomiędzy formą konstruowania przestrzeni a sposobem ustanawiania władzy i wzajemnych stosunków. 
Do prac tego nurtu w nauce polskiej zalicza się między innymi Fabularyzacja przestrzeni. Średniowieczny przykład granic Jacka Banaszkiewicza z 1979 roku, Poczucie przestrzeni i świadomość geograficzna Bronisława Geremka z 1997 roku, Terytorium a świat: wyobrażeniowe konfiguracje przestrzeni w literaturze portugalskiej od schyłku średniowiecza do współczesności Ewy Łukaszyk z 2003 roku, czy „Contra naturam?” Czwarty kontynent i problem antypodów w starożytności i średniowieczu Jerzego Strzelczyka z 2003 roku.